# 韓知古
韓 知古（かん ちこ、生没年不詳）は、遼（契丹）の政治家。字は延儞。契丹名は迪里古魯。本貫は薊州玉田県。

## 経歴
耶律阿保機が薊州を平定したとき、述律皇后の兄の蕭欲穏に捕らえられた。述律皇后に従ったが、皇后の目に止まることがなく、志を得なかったため、単身逃亡して雇い人となり、物資の供給にあたった。
子の韓匡嗣が耶律阿保機の側近に仕えたため、名を知られた。耶律阿保機は知古を召し出して語りあい、その識見を認めて謀議に参加させた。神冊初年、彰武軍節度使に遙任された。のちに総知漢児司事をつとめ、諸国の儀礼を兼ねつかさどった。当時儀礼は廃れていたが、知古は典故を援用しながら、契丹の風俗にも配慮して分かりやすいように執り行った。
まもなく左僕射に任じられた。康黙記とともに漢人の部隊を率いて渤海を攻撃し、功績により中書令となった。天顕年間に死去した。

## 妻子

### 妻
- 甌昆摩撒

### 子
- 韓匡図
- 韓匡業
- 韓匡嗣
- 韓匡祐
- 韓匡美
- 韓匡胤
- 韓匡賛
- 韓匡文
- 韓匡道
- 韓図育氏
- 韓唐兀都

## 伝記資料
- 『遼史』巻74 列伝第4